# Tirreno-Adriatico 2019
Tirreno-Adriatico 2019 var den 54. udgave af cykelløbet Tirreno-Adriatico. Det italienske etapeløb var det syvende arrangement på UCI's World Tour-kalender i 2019 og blev arrangeret mellem 13. og 19. marts 2019. Den samlede vinder af løbet blev slovenske Primož Roglič fra Team Jumbo-Visma, ét sekund foran britiske Adam Yates fra Mitchelton-Scott.

## Hold og ryttere
| UCI WorldTeams (18)- AG2R La Mondiale - Astana - Bahrain-Merida - Bora-hansgrohe - CCC Team - Deceuninck-Quick Step - Dimension Data - EF Education First - Groupama-FDJ - Team Jumbo-Visma - Katusha-Alpecin - Lotto Soudal - Mitchelton-Scott - Movistar Team - Sky - Team Sunweb - Trek-Segafredo - UAE Team Emirates UCI Professionelle kontinentalthold (5)- Bardiani CSF - Cofidis, Solutions Crédits - Gazprom-RusVelo - Israel Cycling Academy - Neri Sottoli-Selle Italia-KTM |
| |

### Danske ryttere
- Jakob Fuglsang kørte for Astana Pro Team
- Kasper Asgreen kørte for Deceuninck-Quick Step
- Michael Mørkøv kørte for Deceuninck-Quick Step
- Christopher Juul-Jensen kørte for Mitchelton-Scott
- Michael Valgren kørte for Dimension Data
- Mads Würtz Schmidt kørte for Team Katusha-Alpecin
- Søren Kragh Andersen kørte for Team Sunweb
- Mads Pedersen kørte for Trek-Segafredo

## Etaperne
| Etape    | Dato     | Start – Mål                                         | type              | Afstand (km) | Etapevinder        | Førende rytter  |
| -------- | -------- | --------------------------------------------------- | ----------------- | ------------ | ------------------ | --------------- |
| 1. etape | 13. mar. | Lido di Camaiore – Lido di Camaiore                 | holdtidskørsel    | 21,5         | Mitchelton-Scott   | Michael Hepburn |
| 2. etape | 14. mar. | Lido di Camaiore – Pomarance                        | middel bjergetape | 189          | Julian Alaphilippe | Adam Yates      |
| 3. etape | 15. mar. | Pomarance – Foligno                                 | flad etape        | 189          | Elia Viviani       | Adam Yates      |
| 4. etape | 16. mar. | Foligno – Fossombrone                               | kuperet etape     | 223          | Aleksej Lutsenko   | Adam Yates      |
| 5. etape | 17. mar. | Colli al Metauro – Recanati                         | middel bjergetape | 178          | Jakob Fuglsang     | Adam Yates      |
| 6. etape | 18. mar. | Matelica – Jesi                                     | flad etape        | 195          | Julian Alaphilippe | Adam Yates      |
| 7. etape | 19. mar. | San Benedetto del Tronto – San Benedetto del Tronto | enkeltstart       | 10,5         | Victor Campenaerts | Primož Roglič   |

### 1. etape
| \| Etaperesultat \| Etaperesultat \| Etaperesultat \| Etaperesultat \| Etaperesultat \| Etaperesultat \| \| Hold \| Hold \| Tid \| Tidsforskel \| Gns. fart \| \| \| ------------- \| ---------------------- \| ------------- \| ------------- \| ------------- \| ------------- \| \| 1. \| Mitchelton-Scott \| 22' 25" \| 0" \| 57.546 km/t \| \| \| 2. \| Team Jumbo-Visma \| 22' 32" \| + 7" \| 57.249 km/t \| \| \| 3. \| Team Sunweb \| 22' 47" \| + 22" \| 56.620 km/t \| \| \| 4. \| Deceuninck-Quick Step \| 23' 02" \| + 37" \| 56.006 km/t \| \| \| 5. \| Sky \| 23' 12" \| + 47" \| 55.603 km/t \| \| \| 6. \| Lotto Soudal \| 23' 19" \| + 54" \| 55.325 km/t \| \| \| 7. \| EF Education First \| 23' 21" \| + 56" \| 55.246 km/t \| \| \| 8. \| Groupama-FDJ \| 23' 23" \| + 58" \| 55.167 km/t \| \| \| 9. \| Israel Cycling Academy \| 23' 30" \| + 1' 05" \| 54.894 km/t \| \| \| 10. \| Bahrain-Merida \| 23' 35" \| + 1' 10" \| 54.700 km/t \| \| |                        |         |             |             |
| |                        |         |             |             |
| Kilde: ProCyclingStats |                        |         |             |             |
| Etaperesultat |                        |         |             |             |
| Hold | Hold                   | Tid     | Tidsforskel | Gns. fart   |
| 1. | Mitchelton-Scott       | 22' 25" | 0"          | 57.546 km/t |
| 2. | Team Jumbo-Visma       | 22' 32" | + 7"        | 57.249 km/t |
| 3. | Team Sunweb            | 22' 47" | + 22"       | 56.620 km/t |
| 4. | Deceuninck-Quick Step  | 23' 02" | + 37"       | 56.006 km/t |
| 5. | Sky                    | 23' 12" | + 47"       | 55.603 km/t |
| 6. | Lotto Soudal           | 23' 19" | + 54"       | 55.325 km/t |
| 7. | EF Education First     | 23' 21" | + 56"       | 55.246 km/t |
| 8. | Groupama-FDJ           | 23' 23" | + 58"       | 55.167 km/t |
| 9. | Israel Cycling Academy | 23' 30" | + 1' 05"    | 54.894 km/t |
| 10. | Bahrain-Merida         | 23' 35" | + 1' 10"    | 54.700 km/t |

| \| Samlede stilling \| Samlede stilling \| Samlede stilling \| Samlede stilling \| Samlede stilling \| \| Rytter \| Rytter \| Hold \| Tid \| \| \| ---------------- \| ------------------- \| ---------------- \| ---------------- \| ---------------- \| \| 1. \| Michael Hepburn \| Mitchelton-Scott \| 22t 25' 00" \| \| \| 2. \| Brent Bookwalter \| Mitchelton-Scott \| + 0" \| \| \| 3. \| Luke Durbridge \| Mitchelton-Scott \| + 0" \| \| \| 4. \| Adam Yates \| Mitchelton-Scott \| + 0" \| \| \| 5. \| Alexander Edmondson \| Mitchelton-Scott \| + 3" \| \| \| 6. \| Jos van Emden \| Team Jumbo-Visma \| + 7" \| \| \| 7. \| Primož Roglič \| Team Jumbo-Visma \| + 7" \| \| \| 8. \| Koen Bouwman \| Team Jumbo-Visma \| + 7" \| \| \| 9. \| Tony Martin \| Team Jumbo-Visma \| + 7" \| \| \| 10. \| Laurens De Plus \| Team Jumbo-Visma \| + 7" \| \| |                     |                  |             |
| |                     |                  |             |
| Kilde: ProCyclingStats |                     |                  |             |
| Samlede stilling |                     |                  |             |
| Rytter | Rytter              | Hold             | Tid         |
| 1. | Michael Hepburn     | Mitchelton-Scott | 22t 25' 00" |
| 2. | Brent Bookwalter    | Mitchelton-Scott | + 0"        |
| 3. | Luke Durbridge      | Mitchelton-Scott | + 0"        |
| 4. | Adam Yates          | Mitchelton-Scott | + 0"        |
| 5. | Alexander Edmondson | Mitchelton-Scott | + 3"        |
| 6. | Jos van Emden       | Team Jumbo-Visma | + 7"        |
| 7. | Primož Roglič       | Team Jumbo-Visma | + 7"        |
| 8. | Koen Bouwman        | Team Jumbo-Visma | + 7"        |
| 9. | Tony Martin         | Team Jumbo-Visma | + 7"        |
| 10. | Laurens De Plus     | Team Jumbo-Visma | + 7"        |

### 2. etape
| \| Etaperesultat \| Etaperesultat \| Etaperesultat \| Etaperesultat \| Etaperesultat \| \| Rytter \| Rytter \| Hold \| Tid \| \| \| ------------- \| ------------------ \| --------------------- \| ------------- \| ------------- \| \| 1. \| Julian Alaphilippe \| Deceuninck-Quick Step \| 4t 48' 09" \| \| \| 2. \| Greg Van Avermaet \| CCC Team \| + 0" \| \| \| 3. \| Alberto Bettiol \| EF Education First \| + 0" \| \| \| 4. \| Tiesj Benoot \| Lotto-Soudal \| + 0" \| \| \| 5. \| Adam Yates \| Mitchelton-Scott \| + 0" \| \| \| 6. \| Valerio Conti \| UAE Team Emirates \| + 0" \| \| \| 7. \| Primož Roglič \| Team Jumbo-Visma \| + 0" \| \| \| 8. \| Wout Poels \| Team Sky \| + 0" \| \| \| 9. \| Jakob Fuglsang \| Astana \| + 0" \| \| \| 10. \| Tim Wellens \| Lotto-Soudal \| + 0" \| \| |                    |                       |            |
| |                    |                       |            |
| Kilde: ProCyclingStats |                    |                       |            |
| Etaperesultat |                    |                       |            |
| Rytter | Rytter             | Hold                  | Tid        |
| 1. | Julian Alaphilippe | Deceuninck-Quick Step | 4t 48' 09" |
| 2. | Greg Van Avermaet  | CCC Team              | + 0"       |
| 3. | Alberto Bettiol    | EF Education First    | + 0"       |
| 4. | Tiesj Benoot       | Lotto-Soudal          | + 0"       |
| 5. | Adam Yates         | Mitchelton-Scott      | + 0"       |
| 6. | Valerio Conti      | UAE Team Emirates     | + 0"       |
| 7. | Primož Roglič      | Team Jumbo-Visma      | + 0"       |
| 8. | Wout Poels         | Team Sky              | + 0"       |
| 9. | Jakob Fuglsang     | Astana                | + 0"       |
| 10. | Tim Wellens        | Lotto-Soudal          | + 0"       |

| \| Samlede stilling \| Samlede stilling \| Samlede stilling \| Samlede stilling \| Samlede stilling \| \| Rytter \| Rytter \| Hold \| Tid \| \| \| ---------------- \| -------------------- \| --------------------- \| ---------------- \| ---------------- \| \| 1. \| Adam Yates \| Mitchelton-Scott \| 5t 10' 34" \| \| \| 2. \| Brent Bookwalter \| Mitchelton-Scott \| + 0" \| \| \| 3. \| Primož Roglič \| Team Jumbo-Visma \| + 7" \| \| \| 4. \| Laurens De Plus \| Team Jumbo-Visma \| + 7" \| \| \| 5. \| Søren Kragh Andersen \| Team Sunweb \| + 22" \| \| \| 6. \| Tom Dumoulin \| Team Sunweb \| + 22" \| \| \| 7. \| Sam Oomen \| Team Sunweb \| + 22" \| \| \| 8. \| Julian Alaphilippe \| Deceuninck-Quick Step \| + 27" \| \| \| 9. \| Kasper Asgreen \| Deceuninck-Quick Step \| + 37" \| \| \| 10. \| Wout Poels \| Team Sky \| + 47" \| \| |                      |                       |            |
| |                      |                       |            |
| Kilde: ProCyclingStats |                      |                       |            |
| Samlede stilling |                      |                       |            |
| Rytter | Rytter               | Hold                  | Tid        |
| 1. | Adam Yates           | Mitchelton-Scott      | 5t 10' 34" |
| 2. | Brent Bookwalter     | Mitchelton-Scott      | + 0"       |
| 3. | Primož Roglič        | Team Jumbo-Visma      | + 7"       |
| 4. | Laurens De Plus      | Team Jumbo-Visma      | + 7"       |
| 5. | Søren Kragh Andersen | Team Sunweb           | + 22"      |
| 6. | Tom Dumoulin         | Team Sunweb           | + 22"      |
| 7. | Sam Oomen            | Team Sunweb           | + 22"      |
| 8. | Julian Alaphilippe   | Deceuninck-Quick Step | + 27"      |
| 9. | Kasper Asgreen       | Deceuninck-Quick Step | + 37"      |
| 10. | Wout Poels           | Team Sky              | + 47"      |

### 3. etape
| \| Etaperesultat \| Etaperesultat \| Etaperesultat \| Etaperesultat \| Etaperesultat \| \| Rytter \| Rytter \| Hold \| Tid \| \| \| ------------- \| ----------------- \| ----------------------------- \| ------------- \| ------------- \| \| 1. \| Elia Viviani \| Deceuninck-Quick Step \| 5t 26' 45" \| \| \| 2. \| Peter Sagan \| Bora-Hansgrohe \| + 0" \| \| \| 3. \| Fernando Gaviria \| UAE Team Emirates \| + 0" \| \| \| 4. \| Giacomo Nizzolo \| Dimension Data \| + 0" \| \| \| 5. \| Jens Keukeleire \| Lotto-Soudal \| + 0" \| \| \| 6. \| Davide Cimolai \| Israel Cycling Academy \| + 0" \| \| \| 7. \| Clément Venturini \| AG2R La Mondiale \| + 0" \| \| \| 8. \| Jasper Stuyven \| Trek-Segafredo \| + 0" \| \| \| 9. \| Davide Ballerini \| Astana \| + 0" \| \| \| 10. \| Luca Pacioni \| Neri Sottoli-Selle Italia-KTM \| + 0" \| \| |                   |                               |            |
| |                   |                               |            |
| Kilde: ProCyclingStats |                   |                               |            |
| Etaperesultat |                   |                               |            |
| Rytter | Rytter            | Hold                          | Tid        |
| 1. | Elia Viviani      | Deceuninck-Quick Step         | 5t 26' 45" |
| 2. | Peter Sagan       | Bora-Hansgrohe                | + 0"       |
| 3. | Fernando Gaviria  | UAE Team Emirates             | + 0"       |
| 4. | Giacomo Nizzolo   | Dimension Data                | + 0"       |
| 5. | Jens Keukeleire   | Lotto-Soudal                  | + 0"       |
| 6. | Davide Cimolai    | Israel Cycling Academy        | + 0"       |
| 7. | Clément Venturini | AG2R La Mondiale              | + 0"       |
| 8. | Jasper Stuyven    | Trek-Segafredo                | + 0"       |
| 9. | Davide Ballerini  | Astana                        | + 0"       |
| 10. | Luca Pacioni      | Neri Sottoli-Selle Italia-KTM | + 0"       |

| \| Samlede stilling \| Samlede stilling \| Samlede stilling \| Samlede stilling \| Samlede stilling \| \| Rytter \| Rytter \| Hold \| Tid \| \| \| ---------------- \| -------------------- \| --------------------- \| ---------------- \| ---------------- \| \| 1. \| Adam Yates \| Mitchelton-Scott \| 10t 37' 19" \| \| \| 2. \| Brent Bookwalter \| Mitchelton-Scott \| + 0" \| \| \| 3. \| Primož Roglič \| Team Jumbo-Visma \| + 7" \| \| \| 4. \| Laurens De Plus \| Team Jumbo-Visma \| + 7" \| \| \| 5. \| Tom Dumoulin \| Team Sunweb \| + 22" \| \| \| 6. \| Sam Oomen \| Team Sunweb \| + 22" \| \| \| 7. \| Søren Kragh Andersen \| Team Sunweb \| + 22" \| \| \| 8. \| Julian Alaphilippe \| Deceuninck-Quick Step \| + 27" \| \| \| 9. \| Wout Poels \| Team Sky \| + 47" \| \| \| 10. \| Jonathan Castroviejo \| Team Sky \| + 47" \| \| |                      |                       |             |
| |                      |                       |             |
| Kilde: ProCyclingStats |                      |                       |             |
| Samlede stilling |                      |                       |             |
| Rytter | Rytter               | Hold                  | Tid         |
| 1. | Adam Yates           | Mitchelton-Scott      | 10t 37' 19" |
| 2. | Brent Bookwalter     | Mitchelton-Scott      | + 0"        |
| 3. | Primož Roglič        | Team Jumbo-Visma      | + 7"        |
| 4. | Laurens De Plus      | Team Jumbo-Visma      | + 7"        |
| 5. | Tom Dumoulin         | Team Sunweb           | + 22"       |
| 6. | Sam Oomen            | Team Sunweb           | + 22"       |
| 7. | Søren Kragh Andersen | Team Sunweb           | + 22"       |
| 8. | Julian Alaphilippe   | Deceuninck-Quick Step | + 27"       |
| 9. | Wout Poels           | Team Sky              | + 47"       |
| 10. | Jonathan Castroviejo | Team Sky              | + 47"       |

### 4. etape
| \| Etaperesultat \| Etaperesultat \| Etaperesultat \| Etaperesultat \| Etaperesultat \| \| Rytter \| Rytter \| Hold \| Tid \| \| \| ------------- \| ------------------ \| --------------------- \| ------------- \| ------------- \| \| 1. \| Aleksej Lutsenko \| Astana \| 5t 16' 29" \| \| \| 2. \| Primož Roglič \| Team Jumbo-Visma \| + 0" \| \| \| 3. \| Adam Yates \| Mitchelton-Scott \| + 0" \| \| \| 4. \| Jakob Fuglsang \| Astana \| + 0" \| \| \| 5. \| Davide Formolo \| Bora-Hansgrohe \| + 9" \| \| \| 6. \| Alberto Bettiol \| EF Education First \| + 23" \| \| \| 7. \| Simon Clarke \| EF Education First \| + 23" \| \| \| 8. \| Tiesj Benoot \| Lotto-Soudal \| + 23" \| \| \| 9. \| Julian Alaphilippe \| Deceuninck-Quick Step \| + 23" \| \| \| 10. \| Wout Poels \| Team Sky \| + 23" \| \| |                    |                       |            |
| |                    |                       |            |
| Kilde: ProCyclingStats |                    |                       |            |
| Etaperesultat |                    |                       |            |
| Rytter | Rytter             | Hold                  | Tid        |
| 1. | Aleksej Lutsenko   | Astana                | 5t 16' 29" |
| 2. | Primož Roglič      | Team Jumbo-Visma      | + 0"       |
| 3. | Adam Yates         | Mitchelton-Scott      | + 0"       |
| 4. | Jakob Fuglsang     | Astana                | + 0"       |
| 5. | Davide Formolo     | Bora-Hansgrohe        | + 9"       |
| 6. | Alberto Bettiol    | EF Education First    | + 23"      |
| 7. | Simon Clarke       | EF Education First    | + 23"      |
| 8. | Tiesj Benoot       | Lotto-Soudal          | + 23"      |
| 9. | Julian Alaphilippe | Deceuninck-Quick Step | + 23"      |
| 10. | Wout Poels         | Team Sky              | + 23"      |

| \| Samlede stilling \| Samlede stilling \| Samlede stilling \| Samlede stilling \| Samlede stilling \| \| Rytter \| Rytter \| Hold \| Tid \| \| \| ---------------- \| ------------------ \| --------------------- \| ---------------- \| ---------------- \| \| 1. \| Adam Yates \| Mitchelton-Scott \| 15t 53' 42" \| \| \| 2. \| Primož Roglič \| Team Jumbo-Visma \| + 7" \| \| \| 3. \| Tom Dumoulin \| Team Sunweb \| + 50" \| \| \| 4. \| Julian Alaphilippe \| Deceuninck-Quick Step \| + 56" \| \| \| 5. \| Sam Oomen \| Team Sunweb \| + 56" \| \| \| 6. \| Aleksej Lutsenko \| Astana \| + 1' 06" \| \| \| 7. \| Wout Poels \| Team Sky \| + 1' 16" \| \| \| 8. \| Jakob Fuglsang \| Astana \| + 1' 19" \| \| \| 9. \| Alberto Bettiol \| EF Education First \| + 1' 21" \| \| \| 10. \| Simon Clarke \| EF Education First \| + 1' 25" \| \| |                    |                       |             |
| |                    |                       |             |
| Kilde: ProCyclingStats |                    |                       |             |
| Samlede stilling |                    |                       |             |
| Rytter | Rytter             | Hold                  | Tid         |
| 1. | Adam Yates         | Mitchelton-Scott      | 15t 53' 42" |
| 2. | Primož Roglič      | Team Jumbo-Visma      | + 7"        |
| 3. | Tom Dumoulin       | Team Sunweb           | + 50"       |
| 4. | Julian Alaphilippe | Deceuninck-Quick Step | + 56"       |
| 5. | Sam Oomen          | Team Sunweb           | + 56"       |
| 6. | Aleksej Lutsenko   | Astana                | + 1' 06"    |
| 7. | Wout Poels         | Team Sky              | + 1' 16"    |
| 8. | Jakob Fuglsang     | Astana                | + 1' 19"    |
| 9. | Alberto Bettiol    | EF Education First    | + 1' 21"    |
| 10. | Simon Clarke       | EF Education First    | + 1' 25"    |

### 5. etape
| \| Etaperesultat \| Etaperesultat \| Etaperesultat \| Etaperesultat \| Etaperesultat \| \| Rytter \| Rytter \| Hold \| Tid \| \| \| ------------- \| ----------------- \| ------------------ \| ------------- \| ------------- \| \| 1. \| Jakob Fuglsang \| Astana \| 4t 39' 32" \| \| \| 2. \| Adam Yates \| Mitchelton-Scott \| + 40" \| \| \| 3. \| Primož Roglič \| Team Jumbo-Visma \| + 56" \| \| \| 4. \| Tom Dumoulin \| Team Sunweb \| + 1' 39" \| \| \| 5. \| Thibaut Pinot \| Groupama-FDJ \| + 1' 53" \| \| \| 6. \| Wout Poels \| Team Sky \| + 1' 57" \| \| \| 7. \| Mads Pedersen \| Trek-Segafredo \| + 2' 09" \| \| \| 8. \| Alexis Vuillermoz \| AG2R La Mondiale \| + 2' 12" \| \| \| 9. \| Tiesj Benoot \| Lotto-Soudal \| + 2' 12" \| \| \| 10. \| Simon Clarke \| EF Education First \| + 2' 12" \| \| |                   |                    |            |
| |                   |                    |            |
| Kilde: ProCyclingStats |                   |                    |            |
| Etaperesultat |                   |                    |            |
| Rytter | Rytter            | Hold               | Tid        |
| 1. | Jakob Fuglsang    | Astana             | 4t 39' 32" |
| 2. | Adam Yates        | Mitchelton-Scott   | + 40"      |
| 3. | Primož Roglič     | Team Jumbo-Visma   | + 56"      |
| 4. | Tom Dumoulin      | Team Sunweb        | + 1' 39"   |
| 5. | Thibaut Pinot     | Groupama-FDJ       | + 1' 53"   |
| 6. | Wout Poels        | Team Sky           | + 1' 57"   |
| 7. | Mads Pedersen     | Trek-Segafredo     | + 2' 09"   |
| 8. | Alexis Vuillermoz | AG2R La Mondiale   | + 2' 12"   |
| 9. | Tiesj Benoot      | Lotto-Soudal       | + 2' 12"   |
| 10. | Simon Clarke      | EF Education First | + 2' 12"   |

| \| Samlede stilling \| Samlede stilling \| Samlede stilling \| Samlede stilling \| Samlede stilling \| \| Rytter \| Rytter \| Hold \| Tid \| \| \| ---------------- \| ------------------ \| --------------------- \| ---------------- \| ---------------- \| \| 1. \| Adam Yates \| Mitchelton-Scott \| 20t 33' 48" \| \| \| 2. \| Primož Roglič \| Team Jumbo-Visma \| + 25" \| \| \| 3. \| Jakob Fuglsang \| Astana \| + 35" \| \| \| 4. \| Tom Dumoulin \| Team Sunweb \| + 1' 55" \| \| \| 5. \| Julian Alaphilippe \| Deceuninck-Quick Step \| + 2' 34" \| \| \| 6. \| Wout Poels \| Team Sky \| + 2' 39" \| \| \| 7. \| Thibaut Pinot \| Groupama-FDJ \| + 2' 46" \| \| \| 8. \| Sam Oomen \| Team Sunweb \| + 2' 58" \| \| \| 9. \| Simon Clarke \| EF Education First \| + 3' 03" \| \| \| 10. \| Rui Costa \| UAE Team Emirates \| + 3' 26" \| \| |                    |                       |             |
| |                    |                       |             |
| Kilde: ProCyclingStats |                    |                       |             |
| Samlede stilling |                    |                       |             |
| Rytter | Rytter             | Hold                  | Tid         |
| 1. | Adam Yates         | Mitchelton-Scott      | 20t 33' 48" |
| 2. | Primož Roglič      | Team Jumbo-Visma      | + 25"       |
| 3. | Jakob Fuglsang     | Astana                | + 35"       |
| 4. | Tom Dumoulin       | Team Sunweb           | + 1' 55"    |
| 5. | Julian Alaphilippe | Deceuninck-Quick Step | + 2' 34"    |
| 6. | Wout Poels         | Team Sky              | + 2' 39"    |
| 7. | Thibaut Pinot      | Groupama-FDJ          | + 2' 46"    |
| 8. | Sam Oomen          | Team Sunweb           | + 2' 58"    |
| 9. | Simon Clarke       | EF Education First    | + 3' 03"    |
| 10. | Rui Costa          | UAE Team Emirates     | + 3' 26"    |

### 6. etape
| \| Etaperesultat \| Etaperesultat \| Etaperesultat \| Etaperesultat \| Etaperesultat \| \| Rytter \| Rytter \| Hold \| Tid \| \| \| ------------- \| --------------------------- \| ---------------------- \| ------------- \| ------------- \| \| 1. \| Julian Alaphilippe \| Deceuninck-Quick Step \| 4t 42' 11" \| \| \| 2. \| Davide Cimolai \| Israel Cycling Academy \| + 0" \| \| \| 3. \| Elia Viviani \| Deceuninck-Quick Step \| + 0" \| \| \| 4. \| Clément Venturini \| AG2R La Mondiale \| + 0" \| \| \| 5. \| Peter Sagan \| Bora-Hansgrohe \| + 0" \| \| \| 6. \| Maximiliano Richeze \| Deceuninck-Quick Step \| + 0" \| \| \| 7. \| Jens Keukeleire \| Lotto-Soudal \| + 0" \| \| \| 8. \| Greg Van Avermaet \| CCC Team \| + 0" \| \| \| 9. \| Reinardt Janse van Rensburg \| Dimension Data \| + 0" \| \| \| 10. \| Simone Consonni \| UAE Team Emirates \| + 0" \| \| |                             |                        |            |
| |                             |                        |            |
| Kilde: ProCyclingStats |                             |                        |            |
| Etaperesultat |                             |                        |            |
| Rytter | Rytter                      | Hold                   | Tid        |
| 1. | Julian Alaphilippe          | Deceuninck-Quick Step  | 4t 42' 11" |
| 2. | Davide Cimolai              | Israel Cycling Academy | + 0"       |
| 3. | Elia Viviani                | Deceuninck-Quick Step  | + 0"       |
| 4. | Clément Venturini           | AG2R La Mondiale       | + 0"       |
| 5. | Peter Sagan                 | Bora-Hansgrohe         | + 0"       |
| 6. | Maximiliano Richeze         | Deceuninck-Quick Step  | + 0"       |
| 7. | Jens Keukeleire             | Lotto-Soudal           | + 0"       |
| 8. | Greg Van Avermaet           | CCC Team               | + 0"       |
| 9. | Reinardt Janse van Rensburg | Dimension Data         | + 0"       |
| 10. | Simone Consonni             | UAE Team Emirates      | + 0"       |

| \| Samlede stilling \| Samlede stilling \| Samlede stilling \| Samlede stilling \| Samlede stilling \| \| Rytter \| Rytter \| Hold \| Tid \| \| \| ---------------- \| ------------------ \| --------------------- \| ---------------- \| ---------------- \| \| 1. \| Adam Yates \| Mitchelton-Scott \| 25t 15' 59" \| \| \| 2. \| Primož Roglič \| Team Jumbo-Visma \| + 25" \| \| \| 3. \| Jakob Fuglsang \| Astana \| + 35" \| \| \| 4. \| Tom Dumoulin \| Team Sunweb \| + 1' 55" \| \| \| 5. \| Julian Alaphilippe \| Deceuninck-Quick Step \| + 2' 24" \| \| \| 6. \| Wout Poels \| Team Sky \| + 2' 39" \| \| \| 7. \| Thibaut Pinot \| Groupama-FDJ \| + 2' 46" \| \| \| 8. \| Sam Oomen \| Team Sunweb \| + 2' 58" \| \| \| 9. \| Simon Clarke \| EF Education First \| + 3' 03" \| \| \| 10. \| Rui Costa \| UAE Team Emirates \| + 3' 26" \| \| |                    |                       |             |
| |                    |                       |             |
| Kilde: ProCyclingStats |                    |                       |             |
| Samlede stilling |                    |                       |             |
| Rytter | Rytter             | Hold                  | Tid         |
| 1. | Adam Yates         | Mitchelton-Scott      | 25t 15' 59" |
| 2. | Primož Roglič      | Team Jumbo-Visma      | + 25"       |
| 3. | Jakob Fuglsang     | Astana                | + 35"       |
| 4. | Tom Dumoulin       | Team Sunweb           | + 1' 55"    |
| 5. | Julian Alaphilippe | Deceuninck-Quick Step | + 2' 24"    |
| 6. | Wout Poels         | Team Sky              | + 2' 39"    |
| 7. | Thibaut Pinot      | Groupama-FDJ          | + 2' 46"    |
| 8. | Sam Oomen          | Team Sunweb           | + 2' 58"    |
| 9. | Simon Clarke       | EF Education First    | + 3' 03"    |
| 10. | Rui Costa          | UAE Team Emirates     | + 3' 26"    |

### 7. etape
| \| Etaperesultat \| Etaperesultat \| Etaperesultat \| Etaperesultat \| Etaperesultat \| \| Rytter \| Rytter \| Hold \| Tid \| \| \| ------------- \| ------------------- \| --------------------- \| ------------- \| ------------- \| \| 1. \| Victor Campenaerts \| Lotto-Soudal \| 11' 23" \| \| \| 2. \| Alberto Bettiol \| EF Education First \| + 3" \| \| \| 3. \| Jos van Emden \| Team Jumbo-Visma \| + 4" \| \| \| 4. \| Sebastian Langeveld \| EF Education First \| + 6" \| \| \| 5. \| Yves Lampaert \| Deceuninck-Quick Step \| + 7" \| \| \| 6. \| Mads Pedersen \| Trek-Segafredo \| + 8" \| \| \| 7. \| Tom Dumoulin \| Team Sunweb \| + 8" \| \| \| 8. \| Rohan Dennis \| Bahrain-Merida \| + 9" \| \| \| 9. \| Michael Hepburn \| Mitchelton-Scott \| + 11" \| \| \| 10. \| Filippo Ganna \| Team Sky \| + 12" \| \| |                     |                       |         |
| |                     |                       |         |
| Kilde: ProCyclingStats |                     |                       |         |
| Etaperesultat |                     |                       |         |
| Rytter | Rytter              | Hold                  | Tid     |
| 1. | Victor Campenaerts  | Lotto-Soudal          | 11' 23" |
| 2. | Alberto Bettiol     | EF Education First    | + 3"    |
| 3. | Jos van Emden       | Team Jumbo-Visma      | + 4"    |
| 4. | Sebastian Langeveld | EF Education First    | + 6"    |
| 5. | Yves Lampaert       | Deceuninck-Quick Step | + 7"    |
| 6. | Mads Pedersen       | Trek-Segafredo        | + 8"    |
| 7. | Tom Dumoulin        | Team Sunweb           | + 8"    |
| 8. | Rohan Dennis        | Bahrain-Merida        | + 9"    |
| 9. | Michael Hepburn     | Mitchelton-Scott      | + 11"   |
| 10. | Filippo Ganna       | Team Sky              | + 12"   |

## Resultater
| \| Samlede stilling \| Samlede stilling \| Samlede stilling \| Samlede stilling \| Samlede stilling \| \| Rytter \| Rytter \| Hold \| Tid \| \| \| ---------------- \| ------------------ \| --------------------- \| ---------------- \| ---------------- \| \| 1. \| Primož Roglič \| Team Jumbo-Visma \| 25t 28' 00" \| \| \| 2. \| Adam Yates \| Mitchelton-Scott \| + 1" \| \| \| 3. \| Jakob Fuglsang \| Astana \| + 30" \| \| \| 4. \| Tom Dumoulin \| Team Sunweb \| + 1' 25" \| \| \| 5. \| Thibaut Pinot \| Groupama-FDJ \| + 2' 32" \| \| \| 6. \| Julian Alaphilippe \| Deceuninck-Quick Step \| + 2' 34" \| \| \| 7. \| Wout Poels \| Team Sky \| + 2' 42" \| \| \| 8. \| Simon Clarke \| EF Education First \| + 3' 01" \| \| \| 9. \| Sam Oomen \| Team Sunweb \| + 3' 12" \| \| \| 10. \| Rui Costa \| UAE Team Emirates \| + 3' 18" \| \| |                    |                       |             |
| |                    |                       |             |
| Kilde: ProCyclingStats |                    |                       |             |
| Samlede stilling |                    |                       |             |
| Rytter | Rytter             | Hold                  | Tid         |
| 1. | Primož Roglič      | Team Jumbo-Visma      | 25t 28' 00" |
| 2. | Adam Yates         | Mitchelton-Scott      | + 1"        |
| 3. | Jakob Fuglsang     | Astana                | + 30"       |
| 4. | Tom Dumoulin       | Team Sunweb           | + 1' 25"    |
| 5. | Thibaut Pinot      | Groupama-FDJ          | + 2' 32"    |
| 6. | Julian Alaphilippe | Deceuninck-Quick Step | + 2' 34"    |
| 7. | Wout Poels         | Team Sky              | + 2' 42"    |
| 8. | Simon Clarke       | EF Education First    | + 3' 01"    |
| 9. | Sam Oomen          | Team Sunweb           | + 3' 12"    |
| 10. | Rui Costa          | UAE Team Emirates     | + 3' 18"    |

| Samlede stilling | Samlede stilling   | Samlede stilling      | Samlede stilling | Samlede stilling |
| Rytter           | Rytter             | Hold                  | Tid              |                  |
| ---------------- | ------------------ | --------------------- | ---------------- | ---------------- |
| 1.               | Primož Roglič      | Team Jumbo-Visma      | 25t 28' 00"      |                  |
| 2.               | Adam Yates         | Mitchelton-Scott      | + 1"             |                  |
| 3.               | Jakob Fuglsang     | Astana                | + 30"            |                  |
| 4.               | Tom Dumoulin       | Team Sunweb           | + 1' 25"         |                  |
| 5.               | Thibaut Pinot      | Groupama-FDJ          | + 2' 32"         |                  |
| 6.               | Julian Alaphilippe | Deceuninck-Quick Step | + 2' 34"         |                  |
| 7.               | Wout Poels         | Team Sky              | + 2' 42"         |                  |
| 8.               | Simon Clarke       | EF Education First    | + 3' 01"         |                  |
| 9.               | Sam Oomen          | Team Sunweb           | + 3' 12"         |                  |
| 10.              | Rui Costa          | UAE Team Emirates     | + 3' 18"         |                  |

| Pointkonkurrence | Pointkonkurrence   | Pointkonkurrence       | Pointkonkurrence | Pointkonkurrence |
| Rytter           | Rytter             | Hold                   | Point            |                  |
| ---------------- | ------------------ | ---------------------- | ---------------- | ---------------- |
| 1.               | Mirco Maestri      | Bardiani CSF           | 31 point         |                  |
| 2.               | Adam Yates         | Mitchelton-Scott       | 27 point         |                  |
| 3.               | Julian Alaphilippe | Deceuninck-Quick Step  | 26 point         |                  |
| 4.               | Alberto Bettiol    | EF Education First     | 23 point         |                  |
| 5.               | Jakob Fuglsang     | Astana                 | 22 point         |                  |
| 6.               | Primož Roglič      | Team Jumbo-Visma       | 22 point         |                  |
| 7.               | Elia Viviani       | Deceuninck-Quick Step  | 20 point         |                  |
| 8.               | Aleksej Lutsenko   | Astana                 | 17 point         |                  |
| 9.               | Peter Sagan        | Bora-Hansgrohe         | 16 point         |                  |
| 10.              | Davide Cimolai     | Israel Cycling Academy | 15 point         |                  |

| Pointkonkurrence | Pointkonkurrence   | Pointkonkurrence       | Pointkonkurrence | Pointkonkurrence |
| Rytter           | Rytter             | Hold                   | Point            |                  |
| ---------------- | ------------------ | ---------------------- | ---------------- | ---------------- |
| 1.               | Mirco Maestri      | Bardiani CSF           | 31 point         |                  |
| 2.               | Adam Yates         | Mitchelton-Scott       | 27 point         |                  |
| 3.               | Julian Alaphilippe | Deceuninck-Quick Step  | 26 point         |                  |
| 4.               | Alberto Bettiol    | EF Education First     | 23 point         |                  |
| 5.               | Jakob Fuglsang     | Astana                 | 22 point         |                  |
| 6.               | Primož Roglič      | Team Jumbo-Visma       | 22 point         |                  |
| 7.               | Elia Viviani       | Deceuninck-Quick Step  | 20 point         |                  |
| 8.               | Aleksej Lutsenko   | Astana                 | 17 point         |                  |
| 9.               | Peter Sagan        | Bora-Hansgrohe         | 16 point         |                  |
| 10.              | Davide Cimolai     | Israel Cycling Academy | 15 point         |                  |

| Bjergkonkurrence | Bjergkonkurrence      | Bjergkonkurrence              | Bjergkonkurrence | Bjergkonkurrence |
| Rytter           | Rytter                | Hold                          | Point            |                  |
| ---------------- | --------------------- | ----------------------------- | ---------------- | ---------------- |
| 1.               | Aleksej Lutsenko      | Astana                        | 35 point         |                  |
| 2.               | Jakob Fuglsang        | Astana                        | 34 point         |                  |
| 3.               | Adam Yates            | Mitchelton-Scott              | 25 point         |                  |
| 4.               | Julian Alaphilippe    | Deceuninck-Quick Step         | 23 point         |                  |
| 5.               | Davide Gabburo        | Neri Sottoli-Selle Italia-KTM | 20 point         |                  |
| 6.               | Natnael Berhane       | Cofidis, Solutions Crédits    | 20 point         |                  |
| 7.               | Primož Roglič         | Team Jumbo-Visma              | 18 point         |                  |
| 8.               | Mads Pedersen         | Trek-Segafredo                | 14 point         |                  |
| 9.               | Sebastian Schönberger | Neri Sottoli-Selle Italia-KTM | 12 point         |                  |
| 10.              | Giovanni Visconti     | Neri Sottoli-Selle Italia-KTM | 10 point         |                  |

| Bjergkonkurrence | Bjergkonkurrence      | Bjergkonkurrence              | Bjergkonkurrence | Bjergkonkurrence |
| Rytter           | Rytter                | Hold                          | Point            |                  |
| ---------------- | --------------------- | ----------------------------- | ---------------- | ---------------- |
| 1.               | Aleksej Lutsenko      | Astana                        | 35 point         |                  |
| 2.               | Jakob Fuglsang        | Astana                        | 34 point         |                  |
| 3.               | Adam Yates            | Mitchelton-Scott              | 25 point         |                  |
| 4.               | Julian Alaphilippe    | Deceuninck-Quick Step         | 23 point         |                  |
| 5.               | Davide Gabburo        | Neri Sottoli-Selle Italia-KTM | 20 point         |                  |
| 6.               | Natnael Berhane       | Cofidis, Solutions Crédits    | 20 point         |                  |
| 7.               | Primož Roglič         | Team Jumbo-Visma              | 18 point         |                  |
| 8.               | Mads Pedersen         | Trek-Segafredo                | 14 point         |                  |
| 9.               | Sebastian Schönberger | Neri Sottoli-Selle Italia-KTM | 12 point         |                  |
| 10.              | Giovanni Visconti     | Neri Sottoli-Selle Italia-KTM | 10 point         |                  |

| Ungdomskonkurrence | Ungdomskonkurrence   | Ungdomskonkurrence            | Ungdomskonkurrence | Ungdomskonkurrence |
| Rytter             | Rytter               | Hold                          | Tid                |                    |
| ------------------ | -------------------- | ----------------------------- | ------------------ | ------------------ |
| 1.                 | Sam Oomen            | Team Sunweb                   | 25t 31' 12"        |                    |
| 2.                 | Tiesj Benoot         | Lotto-Soudal                  | + 25"              |                    |
| 3.                 | Matej Mohorič        | Bahrain-Merida                | + 1' 50"           |                    |
| 4.                 | Ruben Guerreiro      | Katusha-Alpecin               | + 5' 03"           |                    |
| 5.                 | Søren Kragh Andersen | Team Sunweb                   | + 15' 44"          |                    |
| 6.                 | Simone Velasco       | Neri Sottoli-Selle Italia-KTM | + 15' 51"          |                    |
| 7.                 | Mads Pedersen        | Trek-Segafredo                | + 24' 01"          |                    |
| 8.                 | Davide Ballerini     | Astana                        | + 25' 52"          |                    |
| 9.                 | Nicola Conci         | Trek-Segafredo                | + 27' 31"          |                    |
| 10.                | Kasper Asgreen       | Deceuninck-Quick Step         | + 29' 08"          |                    |

| Ungdomskonkurrence | Ungdomskonkurrence   | Ungdomskonkurrence            | Ungdomskonkurrence | Ungdomskonkurrence |
| Rytter             | Rytter               | Hold                          | Tid                |                    |
| ------------------ | -------------------- | ----------------------------- | ------------------ | ------------------ |
| 1.                 | Sam Oomen            | Team Sunweb                   | 25t 31' 12"        |                    |
| 2.                 | Tiesj Benoot         | Lotto-Soudal                  | + 25"              |                    |
| 3.                 | Matej Mohorič        | Bahrain-Merida                | + 1' 50"           |                    |
| 4.                 | Ruben Guerreiro      | Katusha-Alpecin               | + 5' 03"           |                    |
| 5.                 | Søren Kragh Andersen | Team Sunweb                   | + 15' 44"          |                    |
| 6.                 | Simone Velasco       | Neri Sottoli-Selle Italia-KTM | + 15' 51"          |                    |
| 7.                 | Mads Pedersen        | Trek-Segafredo                | + 24' 01"          |                    |
| 8.                 | Davide Ballerini     | Astana                        | + 25' 52"          |                    |
| 9.                 | Nicola Conci         | Trek-Segafredo                | + 27' 31"          |                    |
| 10.                | Kasper Asgreen       | Deceuninck-Quick Step         | + 29' 08"          |                    |

### Holdkonkurrencen
| Holdkonkurrence | Holdkonkurrence               | Holdkonkurrence | Holdkonkurrence |
| Hold            | Hold                          | Tid             |                 |
| --------------- | ----------------------------- | --------------- | --------------- |
| 1.              | EF Education First            | 75t 51' 29"     |                 |
| 2.              | Trek-Segafredo                | + 2' 30"        |                 |
| 3.              | Team Sunweb                   | + 6' 09"        |                 |
| 4.              | Lotto Soudal                  | + 9' 14"        |                 |
| 5.              | Astana                        | + 13' 27"       |                 |
| 6.              | Movistar Team                 | + 18' 57"       |                 |
| 7.              | Neri Sottoli-Selle Italia-KTM | + 19' 22"       |                 |
| 8.              | Bahrain-Merida                | + 23' 10"       |                 |
| 9.              | CCC Team                      | + 23' 48"       |                 |
| 10.             | Team Jumbo-Visma              | + 25' 18"       |                 |

## Startliste
| Team Sky SKY | Team Sky SKY                             | Team Sky SKY |
| ------------ | ---------------------------------------- | ------------ |
| Nr.          | Rytter                                   | Placering    |
| 1            | Geraint Thomas (GBR) (enkeltstart)       | DNF-4        |
| 2            | Jonathan Castroviejo (ESP) (enkeltstart) | 28.          |
| 3            | Gianni Moscon (ITA) (enkeltstart)        | DNF-2        |
| 4            | Wout Poels (NED)                         | 7.           |
| 5            | Salvatore Puccio (ITA)                   | 71.          |
| 6            | Filippo Ganna (ITA)                      | 103.         |
| 7            | Ian Stannard (GBR)                       | 91.          |

| AG2R La Mondiale ALM | AG2R La Mondiale ALM    | AG2R La Mondiale ALM |
| -------------------- | ----------------------- | -------------------- |
| Nr.                  | Rytter                  | Placering            |
| 11                   | Nico Denz (GER)         | 92.                  |
| 12                   | Silvan Dillier (SUI)    | 85.                  |
| 13                   | Julien Duval (FRA)      | 98.                  |
| 14                   | Dorian Godon (FRA)      | 86.                  |
| 15                   | Nans Peters (FRA)       | 70.                  |
| 16                   | Clément Venturini (FRA) | 44.                  |
| 17                   | Alexis Vuillermoz (FRA) | DNS-7                |

| Astana AST | Astana AST                        | Astana AST |
| ---------- | --------------------------------- | ---------- |
| Nr.        | Rytter                            | Placering  |
| 21         | Jakob Fuglsang (DEN)              | 3.         |
| 22         | Zjandos Bizjigitov (KAZ)          | 54.        |
| 23         | Davide Ballerini (ITA)            | 102.       |
| 24         | Dario Cataldo (ITA)               | 47.        |
| 25         | Omar Fraile (ESP)                 | DNS-7      |
| 26         | Dmitrij Gruzdev (KAZ)             | 106.       |
| 27         | Aleksej Lutsenko (KAZ) (landevej) | 13.        |

| Bahrain-Merida TBM | Bahrain-Merida TBM              | Bahrain-Merida TBM |
| ------------------ | ------------------------------- | ------------------ |
| Nr.                | Rytter                          | Placering          |
| 31                 | Vincenzo Nibali (ITA)           | 15.                |
| 32                 | Phil Bauhaus (GER)              | 140.               |
| 33                 | Damiano Caruso (ITA)            | DNF-3              |
| 34                 | Rohan Dennis (AUS)              | 95.                |
| 35                 | Matej Mohorič (SLO) (landevej)  | 17.                |
| 36                 | Marcel Sieberg (GER)            | 134.               |
| 37                 | Jan Tratnik (SLO) (enkeltstart) | 74.                |

| Bardiani CSF BRD | Bardiani CSF BRD         | Bardiani CSF BRD |
| ---------------- | ------------------------ | ---------------- |
| Nr.              | Rytter                   | Placering        |
| 41               | Enrico Barbin (ITA)      | 90.              |
| 42               | Michael Bresciani (ITA)  | 128.             |
| 43               | Mirco Maestri (ITA)      | 115.             |
| 44               | Marco Maronese (ITA)     | HD-4             |
| 45               | Paolo Simion (ITA)       | 129.             |
| 46               | Alessandro Tonelli (ITA) | 125.             |
| 47               | Luca Wackermann (ITA)    | 132.             |

| Bora-Hansgrohe BOH | Bora-Hansgrohe BOH                | Bora-Hansgrohe BOH |
| ------------------ | --------------------------------- | ------------------ |
| Nr.                | Rytter                            | Placering          |
| 51                 | Peter Sagan (SVK) (landevej)      | 105.               |
| 52                 | Maciej Bodnar (POL) (enkeltstart) | 110.               |
| 53                 | Marcus Burghardt (GER)            | 73.                |
| 54                 | Davide Formolo (ITA)              | 22.                |
| 55                 | Oscar Gatto (ITA)                 | 100.               |
| 56                 | Rafał Majka (POL)                 | 52.                |
| 57                 | Daniel Oss (ITA)                  | 87.                |

| CCC Team CPT | CCC Team CPT                      | CCC Team CPT |
| ------------ | --------------------------------- | ------------ |
| Nr.          | Rytter                            | Placering    |
| 61           | Greg Van Avermaet (BEL)           | 16.          |
| 62           | Guillaume Van Keirsbulck (BEL)    | 34.          |
| 63           | Joey Rosskopf (USA) (enkeltstart) | 33.          |
| 64           | Michael Schär (SUI)               | 69.          |
| 65           | Nathan Van Hooydonck (BEL)        | 67.          |
| 66           | Gijs Van Hoecke (BEL)             | 81.          |
| 67           | Łukasz Wiśniowski (POL)           | 42.          |

| Cofidis, Solutions Crédits COF | Cofidis, Solutions Crédits COF | Cofidis, Solutions Crédits COF |
| ------------------------------ | ------------------------------ | ------------------------------ |
| Nr.                            | Rytter                         | Placering                      |
| 71                             | Nacer Bouhanni (FRA)           | HD-1                           |
| 72                             | Natnael Berhane (ERI)          | 83.                            |
| 73                             | Dimitri Claeys (BEL)           | DNF-4                          |
| 74                             | Anthony Perez (FRA)            | 99.                            |
| 75                             | Julien Simon (FRA)             | 46.                            |
| 76                             | Kenneth Vanbilsen (BEL)        | 32.                            |
| 77                             | Cyril Lemoine (FRA)            | 123.                           |

| Deceuninck-Quick Step DQT | Deceuninck-Quick Step DQT       | Deceuninck-Quick Step DQT |
| ------------------------- | ------------------------------- | ------------------------- |
| Nr.                       | Rytter                          | Placering                 |
| 81                        | Julian Alaphilippe (FRA)        | 6.                        |
| 82                        | Kasper Asgreen (DEN)            | 60.                       |
| 83                        | Yves Lampaert (BEL) (landevej)  | 61.                       |
| 84                        | Michael Mørkøv (DEN) (landevej) | 131.                      |
| 85                        | Maximiliano Richeze (ARG)       | 118.                      |
| 86                        | Zdeněk Štybar (CZE)             | 36.                       |
| 87                        | Elia Viviani (ITA) (landevej)   | 127.                      |

| EF Education First EF1 | EF Education First EF1            | EF Education First EF1 |
| ---------------------- | --------------------------------- | ---------------------- |
| Nr.                    | Rytter                            | Placering              |
| 91                     | Sep Vanmarcke (BEL)               | 31.                    |
| 92                     | Alberto Bettiol (ITA)             | 11.                    |
| 93                     | Mitchell Docker (AUS)             | 8.                     |
| 94                     | Tanel Kangert (EST) (enkeltstart) | 29.                    |
| 95                     | Sebastian Langeveld (NED)         | 79.                    |
| 96                     | Sacha Modolo (ITA)                | 109.                   |
| 97                     | Taylor Phinney (USA)              | 133.                   |

| Gazprom-RusVelo GAZ | Gazprom-RusVelo GAZ     | Gazprom-RusVelo GAZ |
| ------------------- | ----------------------- | ------------------- |
| Nr.                 | Rytter                  | Placering           |
| 101                 | Ildar Arslanov (RUS)    | HD-4                |
| 102                 | Stepan Kurianov (RUS)   | HD-4                |
| 103                 | Artjom Nytj (RUS)       | 139.                |
| 104                 | Aleksandr Porsev (RUS)  | 126.                |
| 105                 | Ivan Rovnyj (RUS)       | 63.                 |
| 106                 | Jevgenij Sjalunov (RUS) | 24.                 |
| 107                 | Sergej Sjilov (RUS)     | 111.                |

| Groupama-FDJ GFC | Groupama-FDJ GFC              | Groupama-FDJ GFC |
| ---------------- | ----------------------------- | ---------------- |
| Nr.              | Rytter                        | Placering        |
| 111              | Thibaut Pinot (FRA)           | 5.               |
| 112              | Stefan Küng (SUI)             | 68.              |
| 113              | Matthieu Ladagnous (FRA)      | 48.              |
| 114              | Steve Morabito (SUI)          | 80.              |
| 115              | Miles Scotson (AUS)           | 59.              |
| 116              | Anthony Roux (FRA) (landevej) | 117.             |
| 117              | Benjamin Thomas (FRA)         | 97.              |

| Israel Cycling Academy ICA | Israel Cycling Academy ICA       | Israel Cycling Academy ICA |
| -------------------------- | -------------------------------- | -------------------------- |
| Nr.                        | Rytter                           | Placering                  |
| 121                        | Ben Hermans (BEL)                | 64.                        |
| 122                        | Matthias Brändle (AUT)           | 137.                       |
| 123                        | Alexander Cataford (CAN)         | 138.                       |
| 124                        | Davide Cimolai (ITA)             | DNS-7                      |
| 125                        | Conor Dunne (IRL)                | 112.                       |
| 126                        | Krists Neilands (LAT) (landevej) | 93.                        |
| 127                        | Tom Van Asbroeck (BEL)           | 39.                        |

| Lotto-Soudal LTS | Lotto-Soudal LTS                       | Lotto-Soudal LTS |
| ---------------- | -------------------------------------- | ---------------- |
| Nr.              | Rytter                                 | Placering        |
| 131              | Tim Wellens (BEL)                      | 18.              |
| 132              | Tiesj Benoot (BEL)                     | 12.              |
| 133              | Victor Campenaerts (BEL) (enkeltstart) | 120.             |
| 134              | Carl Fredrik Hagen (NOR)               | 84.              |
| 135              | Jens Keukeleire (BEL)                  | 43.              |
| 136              | Tomasz Marczyński (POL)                | DNF-3            |
| 137              | Tosh Van der Sande (BEL)               | 53.              |

| Mitchelton-Scott MTS | Mitchelton-Scott MTS          | Mitchelton-Scott MTS |
| -------------------- | ----------------------------- | -------------------- |
| Nr.                  | Rytter                        | Placering            |
| 141                  | Adam Yates (GBR)              | 2.                   |
| 142                  | Alexander Edmondson (AUS)     | DNF-4                |
| 143                  | Brent Bookwalter (USA)        | 38.                  |
| 144                  | Luke Durbridge (AUS)          | 51.                  |
| 145                  | Michael Hepburn (AUS)         | 104.                 |
| 146                  | Christopher Juul-Jensen (DEN) | 58.                  |
| 147                  | Damien Howson (AUS)           | 75.                  |

| Movistar Team MOV | Movistar Team MOV        | Movistar Team MOV |
| ----------------- | ------------------------ | ----------------- |
| Nr.               | Rytter                   | Placering         |
| 151               | Jorge Arcas (ESP)        | 77.               |
| 152               | Eduard Prades (ESP)      | 20.               |
| 153               | Richard Carapaz (ECU)    | DNF-5             |
| 154               | Lluís Mas (ESP)          | 30.               |
| 155               | Nelson Oliveira (POR)    | 88.               |
| 156               | José Joaquín Rojas (ESP) | 40.               |
| 157               | Jasha Sütterlin (GER)    | 57.               |

| Neri Sottoli-Selle Italia-KTM NSK | Neri Sottoli-Selle Italia-KTM NSK | Neri Sottoli-Selle Italia-KTM NSK |
| --------------------------------- | --------------------------------- | --------------------------------- |
| Nr.                               | Rytter                            | Placering                         |
| 161                               | Giovanni Visconti (ITA)           | 62.                               |
| 162                               | Francesco Manuel Bongiorno (ITA)  | 50.                               |
| 163                               | Davide Gabburo (ITA)              | 121.                              |
| 164                               | Dayer Quintana (COL)              | 66.                               |
| 165                               | Sebastian Schönberger (AUT)       | 96.                               |
| 166                               | Simone Velasco (ITA)              | 37.                               |
| 167                               | Edoardo Zardini (ITA)             | 41.                               |

| Dimension Data TDD | Dimension Data TDD                | Dimension Data TDD |
| ------------------ | --------------------------------- | ------------------ |
| Nr.                | Rytter                            | Placering          |
| 171                | Roman Kreuziger (CZE)             | 27.                |
| 172                | Michael Valgren (DEN)             | DNS-7              |
| 173                | Steve Cummings (GBR)              | 82.                |
| 174                | Reinardt Janse van Rensburg (RSA) | 78.                |
| 175                | Ben King (USA)                    | 122.               |
| 176                | Giacomo Nizzolo (ITA)             | DNF-5              |
| 177                | Tom-Jelte Slagter (NED)           | 45.                |

| Team Jumbo-Visma TJV | Team Jumbo-Visma TJV            | Team Jumbo-Visma TJV |
| -------------------- | ------------------------------- | -------------------- |
| Nr.                  | Rytter                          | Placering            |
| 181                  | Primož Roglič (SLO)             | 1.                   |
| 182                  | Koen Bouwman (NED)              | DNF-4                |
| 183                  | Laurens De Plus (BEL)           | 65.                  |
| 184                  | Robert Gesink (NED)             | 21.                  |
| 185                  | Tony Martin (GER) (enkeltstart) | 135.                 |
| 186                  | Paul Martens (GER)              | 136.                 |
| 187                  | Jos van Emden (NED)             | 114.                 |

| Katusha-Alpecin TKA | Katusha-Alpecin TKA        | Katusha-Alpecin TKA |
| ------------------- | -------------------------- | ------------------- |
| Nr.                 | Rytter                     | Placering           |
| 191                 | Enrico Battaglin (ITA)     | 55.                 |
| 192                 | Ian Boswell (USA)          | DNF-6               |
| 193                 | Jenthe Biermans (BEL)      | DNF-4               |
| 194                 | José Gonçalves (POR)       | 26.                 |
| 195                 | Ruben Guerreiro (POR)      | 25.                 |
| 196                 | Vjatjeslav Kuznetsov (RUS) | 94.                 |
| 197                 | Mads Würtz Schmidt (DEN)   | 116.                |

| Team Sunweb SUN | Team Sunweb SUN            | Team Sunweb SUN |
| --------------- | -------------------------- | --------------- |
| Nr.             | Rytter                     | Placering       |
| 201             | Tom Dumoulin (NED)         | 4.              |
| 202             | Chad Haga (USA)            | 113.            |
| 203             | Søren Kragh Andersen (DEN) | 35.             |
| 204             | Nikias Arndt (GER)         | DNF-5           |
| 205             | Sam Oomen (NED)            | 9.              |
| 206             | Robert Power (AUS)         | 108.            |
| 207             | Nicolas Roche (IRL)        | 72.             |

| Trek-Segafredo TFS | Trek-Segafredo TFS               | Trek-Segafredo TFS |
| ------------------ | -------------------------------- | ------------------ |
| Nr.                | Rytter                           | Placering          |
| 211                | Gianluca Brambilla (ITA)         | 23.                |
| 212                | Nicola Conci (ITA)               | 56.                |
| 213                | Fabio Felline (ITA)              | DNF-3              |
| 214                | Markel Irízar (ESP)              | 119.               |
| 215                | Mads Pedersen (DEN)              | 49.                |
| 216                | Toms Skujiņš (LAT) (enkeltstart) | 19.                |
| 217                | Jasper Stuyven (BEL)             | 76.                |

| UAE Team Emirates UAD | UAE Team Emirates UAD  | UAE Team Emirates UAD |
| --------------------- | ---------------------- | --------------------- |
| Nr.                   | Rytter                 | Placering             |
| 221                   | Fernando Gaviria (COL) | 89.                   |
| 222                   | Tom Bohli (SUI)        | 124.                  |
| 223                   | Simone Consonni (ITA)  | 107.                  |
| 224                   | Valerio Conti (ITA)    | 101.                  |
| 225                   | Rui Costa (POR)        | 10.                   |
| 226                   | Jan Polanc (SLO)       | 14.                   |
| 227                   | Oliviero Troia (ITA)   | 130.                  |

| Team Sky SKY | Team Sky SKY                             | Team Sky SKY |
| ------------ | ---------------------------------------- | ------------ |
| Nr.          | Rytter                                   | Placering    |
| 1            | Geraint Thomas (GBR) (enkeltstart)       | DNF-4        |
| 2            | Jonathan Castroviejo (ESP) (enkeltstart) | 28.          |
| 3            | Gianni Moscon (ITA) (enkeltstart)        | DNF-2        |
| 4            | Wout Poels (NED)                         | 7.           |
| 5            | Salvatore Puccio (ITA)                   | 71.          |
| 6            | Filippo Ganna (ITA)                      | 103.         |
| 7            | Ian Stannard (GBR)                       | 91.          |

| AG2R La Mondiale ALM | AG2R La Mondiale ALM    | AG2R La Mondiale ALM |
| -------------------- | ----------------------- | -------------------- |
| Nr.                  | Rytter                  | Placering            |
| 11                   | Nico Denz (GER)         | 92.                  |
| 12                   | Silvan Dillier (SUI)    | 85.                  |
| 13                   | Julien Duval (FRA)      | 98.                  |
| 14                   | Dorian Godon (FRA)      | 86.                  |
| 15                   | Nans Peters (FRA)       | 70.                  |
| 16                   | Clément Venturini (FRA) | 44.                  |
| 17                   | Alexis Vuillermoz (FRA) | DNS-7                |

| Astana AST | Astana AST                        | Astana AST |
| ---------- | --------------------------------- | ---------- |
| Nr.        | Rytter                            | Placering  |
| 21         | Jakob Fuglsang (DEN)              | 3.         |
| 22         | Zjandos Bizjigitov (KAZ)          | 54.        |
| 23         | Davide Ballerini (ITA)            | 102.       |
| 24         | Dario Cataldo (ITA)               | 47.        |
| 25         | Omar Fraile (ESP)                 | DNS-7      |
| 26         | Dmitrij Gruzdev (KAZ)             | 106.       |
| 27         | Aleksej Lutsenko (KAZ) (landevej) | 13.        |

| Bahrain-Merida TBM | Bahrain-Merida TBM              | Bahrain-Merida TBM |
| ------------------ | ------------------------------- | ------------------ |
| Nr.                | Rytter                          | Placering          |
| 31                 | Vincenzo Nibali (ITA)           | 15.                |
| 32                 | Phil Bauhaus (GER)              | 140.               |
| 33                 | Damiano Caruso (ITA)            | DNF-3              |
| 34                 | Rohan Dennis (AUS)              | 95.                |
| 35                 | Matej Mohorič (SLO) (landevej)  | 17.                |
| 36                 | Marcel Sieberg (GER)            | 134.               |
| 37                 | Jan Tratnik (SLO) (enkeltstart) | 74.                |

| Bardiani CSF BRD | Bardiani CSF BRD         | Bardiani CSF BRD |
| ---------------- | ------------------------ | ---------------- |
| Nr.              | Rytter                   | Placering        |
| 41               | Enrico Barbin (ITA)      | 90.              |
| 42               | Michael Bresciani (ITA)  | 128.             |
| 43               | Mirco Maestri (ITA)      | 115.             |
| 44               | Marco Maronese (ITA)     | HD-4             |
| 45               | Paolo Simion (ITA)       | 129.             |
| 46               | Alessandro Tonelli (ITA) | 125.             |
| 47               | Luca Wackermann (ITA)    | 132.             |

| Bora-Hansgrohe BOH | Bora-Hansgrohe BOH                | Bora-Hansgrohe BOH |
| ------------------ | --------------------------------- | ------------------ |
| Nr.                | Rytter                            | Placering          |
| 51                 | Peter Sagan (SVK) (landevej)      | 105.               |
| 52                 | Maciej Bodnar (POL) (enkeltstart) | 110.               |
| 53                 | Marcus Burghardt (GER)            | 73.                |
| 54                 | Davide Formolo (ITA)              | 22.                |
| 55                 | Oscar Gatto (ITA)                 | 100.               |
| 56                 | Rafał Majka (POL)                 | 52.                |
| 57                 | Daniel Oss (ITA)                  | 87.                |

| CCC Team CPT | CCC Team CPT                      | CCC Team CPT |
| ------------ | --------------------------------- | ------------ |
| Nr.          | Rytter                            | Placering    |
| 61           | Greg Van Avermaet (BEL)           | 16.          |
| 62           | Guillaume Van Keirsbulck (BEL)    | 34.          |
| 63           | Joey Rosskopf (USA) (enkeltstart) | 33.          |
| 64           | Michael Schär (SUI)               | 69.          |
| 65           | Nathan Van Hooydonck (BEL)        | 67.          |
| 66           | Gijs Van Hoecke (BEL)             | 81.          |
| 67           | Łukasz Wiśniowski (POL)           | 42.          |

| Cofidis, Solutions Crédits COF | Cofidis, Solutions Crédits COF | Cofidis, Solutions Crédits COF |
| ------------------------------ | ------------------------------ | ------------------------------ |
| Nr.                            | Rytter                         | Placering                      |
| 71                             | Nacer Bouhanni (FRA)           | HD-1                           |
| 72                             | Natnael Berhane (ERI)          | 83.                            |
| 73                             | Dimitri Claeys (BEL)           | DNF-4                          |
| 74                             | Anthony Perez (FRA)            | 99.                            |
| 75                             | Julien Simon (FRA)             | 46.                            |
| 76                             | Kenneth Vanbilsen (BEL)        | 32.                            |
| 77                             | Cyril Lemoine (FRA)            | 123.                           |

| Deceuninck-Quick Step DQT | Deceuninck-Quick Step DQT       | Deceuninck-Quick Step DQT |
| ------------------------- | ------------------------------- | ------------------------- |
| Nr.                       | Rytter                          | Placering                 |
| 81                        | Julian Alaphilippe (FRA)        | 6.                        |
| 82                        | Kasper Asgreen (DEN)            | 60.                       |
| 83                        | Yves Lampaert (BEL) (landevej)  | 61.                       |
| 84                        | Michael Mørkøv (DEN) (landevej) | 131.                      |
| 85                        | Maximiliano Richeze (ARG)       | 118.                      |
| 86                        | Zdeněk Štybar (CZE)             | 36.                       |
| 87                        | Elia Viviani (ITA) (landevej)   | 127.                      |

| EF Education First EF1 | EF Education First EF1            | EF Education First EF1 |
| ---------------------- | --------------------------------- | ---------------------- |
| Nr.                    | Rytter                            | Placering              |
| 91                     | Sep Vanmarcke (BEL)               | 31.                    |
| 92                     | Alberto Bettiol (ITA)             | 11.                    |
| 93                     | Mitchell Docker (AUS)             | 8.                     |
| 94                     | Tanel Kangert (EST) (enkeltstart) | 29.                    |
| 95                     | Sebastian Langeveld (NED)         | 79.                    |
| 96                     | Sacha Modolo (ITA)                | 109.                   |
| 97                     | Taylor Phinney (USA)              | 133.                   |

| Gazprom-RusVelo GAZ | Gazprom-RusVelo GAZ     | Gazprom-RusVelo GAZ |
| ------------------- | ----------------------- | ------------------- |
| Nr.                 | Rytter                  | Placering           |
| 101                 | Ildar Arslanov (RUS)    | HD-4                |
| 102                 | Stepan Kurianov (RUS)   | HD-4                |
| 103                 | Artjom Nytj (RUS)       | 139.                |
| 104                 | Aleksandr Porsev (RUS)  | 126.                |
| 105                 | Ivan Rovnyj (RUS)       | 63.                 |
| 106                 | Jevgenij Sjalunov (RUS) | 24.                 |
| 107                 | Sergej Sjilov (RUS)     | 111.                |

| Groupama-FDJ GFC | Groupama-FDJ GFC              | Groupama-FDJ GFC |
| ---------------- | ----------------------------- | ---------------- |
| Nr.              | Rytter                        | Placering        |
| 111              | Thibaut Pinot (FRA)           | 5.               |
| 112              | Stefan Küng (SUI)             | 68.              |
| 113              | Matthieu Ladagnous (FRA)      | 48.              |
| 114              | Steve Morabito (SUI)          | 80.              |
| 115              | Miles Scotson (AUS)           | 59.              |
| 116              | Anthony Roux (FRA) (landevej) | 117.             |
| 117              | Benjamin Thomas (FRA)         | 97.              |

| Israel Cycling Academy ICA | Israel Cycling Academy ICA       | Israel Cycling Academy ICA |
| -------------------------- | -------------------------------- | -------------------------- |
| Nr.                        | Rytter                           | Placering                  |
| 121                        | Ben Hermans (BEL)                | 64.                        |
| 122                        | Matthias Brändle (AUT)           | 137.                       |
| 123                        | Alexander Cataford (CAN)         | 138.                       |
| 124                        | Davide Cimolai (ITA)             | DNS-7                      |
| 125                        | Conor Dunne (IRL)                | 112.                       |
| 126                        | Krists Neilands (LAT) (landevej) | 93.                        |
| 127                        | Tom Van Asbroeck (BEL)           | 39.                        |

| Lotto-Soudal LTS | Lotto-Soudal LTS                       | Lotto-Soudal LTS |
| ---------------- | -------------------------------------- | ---------------- |
| Nr.              | Rytter                                 | Placering        |
| 131              | Tim Wellens (BEL)                      | 18.              |
| 132              | Tiesj Benoot (BEL)                     | 12.              |
| 133              | Victor Campenaerts (BEL) (enkeltstart) | 120.             |
| 134              | Carl Fredrik Hagen (NOR)               | 84.              |
| 135              | Jens Keukeleire (BEL)                  | 43.              |
| 136              | Tomasz Marczyński (POL)                | DNF-3            |
| 137              | Tosh Van der Sande (BEL)               | 53.              |

| Mitchelton-Scott MTS | Mitchelton-Scott MTS          | Mitchelton-Scott MTS |
| -------------------- | ----------------------------- | -------------------- |
| Nr.                  | Rytter                        | Placering            |
| 141                  | Adam Yates (GBR)              | 2.                   |
| 142                  | Alexander Edmondson (AUS)     | DNF-4                |
| 143                  | Brent Bookwalter (USA)        | 38.                  |
| 144                  | Luke Durbridge (AUS)          | 51.                  |
| 145                  | Michael Hepburn (AUS)         | 104.                 |
| 146                  | Christopher Juul-Jensen (DEN) | 58.                  |
| 147                  | Damien Howson (AUS)           | 75.                  |

| Movistar Team MOV | Movistar Team MOV        | Movistar Team MOV |
| ----------------- | ------------------------ | ----------------- |
| Nr.               | Rytter                   | Placering         |
| 151               | Jorge Arcas (ESP)        | 77.               |
| 152               | Eduard Prades (ESP)      | 20.               |
| 153               | Richard Carapaz (ECU)    | DNF-5             |
| 154               | Lluís Mas (ESP)          | 30.               |
| 155               | Nelson Oliveira (POR)    | 88.               |
| 156               | José Joaquín Rojas (ESP) | 40.               |
| 157               | Jasha Sütterlin (GER)    | 57.               |

| Neri Sottoli-Selle Italia-KTM NSK | Neri Sottoli-Selle Italia-KTM NSK | Neri Sottoli-Selle Italia-KTM NSK |
| --------------------------------- | --------------------------------- | --------------------------------- |
| Nr.                               | Rytter                            | Placering                         |
| 161                               | Giovanni Visconti (ITA)           | 62.                               |
| 162                               | Francesco Manuel Bongiorno (ITA)  | 50.                               |
| 163                               | Davide Gabburo (ITA)              | 121.                              |
| 164                               | Dayer Quintana (COL)              | 66.                               |
| 165                               | Sebastian Schönberger (AUT)       | 96.                               |
| 166                               | Simone Velasco (ITA)              | 37.                               |
| 167                               | Edoardo Zardini (ITA)             | 41.                               |

| Dimension Data TDD | Dimension Data TDD                | Dimension Data TDD |
| ------------------ | --------------------------------- | ------------------ |
| Nr.                | Rytter                            | Placering          |
| 171                | Roman Kreuziger (CZE)             | 27.                |
| 172                | Michael Valgren (DEN)             | DNS-7              |
| 173                | Steve Cummings (GBR)              | 82.                |
| 174                | Reinardt Janse van Rensburg (RSA) | 78.                |
| 175                | Ben King (USA)                    | 122.               |
| 176                | Giacomo Nizzolo (ITA)             | DNF-5              |
| 177                | Tom-Jelte Slagter (NED)           | 45.                |

| Team Jumbo-Visma TJV | Team Jumbo-Visma TJV            | Team Jumbo-Visma TJV |
| -------------------- | ------------------------------- | -------------------- |
| Nr.                  | Rytter                          | Placering            |
| 181                  | Primož Roglič (SLO)             | 1.                   |
| 182                  | Koen Bouwman (NED)              | DNF-4                |
| 183                  | Laurens De Plus (BEL)           | 65.                  |
| 184                  | Robert Gesink (NED)             | 21.                  |
| 185                  | Tony Martin (GER) (enkeltstart) | 135.                 |
| 186                  | Paul Martens (GER)              | 136.                 |
| 187                  | Jos van Emden (NED)             | 114.                 |

| Katusha-Alpecin TKA | Katusha-Alpecin TKA        | Katusha-Alpecin TKA |
| ------------------- | -------------------------- | ------------------- |
| Nr.                 | Rytter                     | Placering           |
| 191                 | Enrico Battaglin (ITA)     | 55.                 |
| 192                 | Ian Boswell (USA)          | DNF-6               |
| 193                 | Jenthe Biermans (BEL)      | DNF-4               |
| 194                 | José Gonçalves (POR)       | 26.                 |
| 195                 | Ruben Guerreiro (POR)      | 25.                 |
| 196                 | Vjatjeslav Kuznetsov (RUS) | 94.                 |
| 197                 | Mads Würtz Schmidt (DEN)   | 116.                |

| Team Sunweb SUN | Team Sunweb SUN            | Team Sunweb SUN |
| --------------- | -------------------------- | --------------- |
| Nr.             | Rytter                     | Placering       |
| 201             | Tom Dumoulin (NED)         | 4.              |
| 202             | Chad Haga (USA)            | 113.            |
| 203             | Søren Kragh Andersen (DEN) | 35.             |
| 204             | Nikias Arndt (GER)         | DNF-5           |
| 205             | Sam Oomen (NED)            | 9.              |
| 206             | Robert Power (AUS)         | 108.            |
| 207             | Nicolas Roche (IRL)        | 72.             |

| Trek-Segafredo TFS | Trek-Segafredo TFS               | Trek-Segafredo TFS |
| ------------------ | -------------------------------- | ------------------ |
| Nr.                | Rytter                           | Placering          |
| 211                | Gianluca Brambilla (ITA)         | 23.                |
| 212                | Nicola Conci (ITA)               | 56.                |
| 213                | Fabio Felline (ITA)              | DNF-3              |
| 214                | Markel Irízar (ESP)              | 119.               |
| 215                | Mads Pedersen (DEN)              | 49.                |
| 216                | Toms Skujiņš (LAT) (enkeltstart) | 19.                |
| 217                | Jasper Stuyven (BEL)             | 76.                |

| UAE Team Emirates UAD | UAE Team Emirates UAD  | UAE Team Emirates UAD |
| --------------------- | ---------------------- | --------------------- |
| Nr.                   | Rytter                 | Placering             |
| 221                   | Fernando Gaviria (COL) | 89.                   |
| 222                   | Tom Bohli (SUI)        | 124.                  |
| 223                   | Simone Consonni (ITA)  | 107.                  |
| 224                   | Valerio Conti (ITA)    | 101.                  |
| 225                   | Rui Costa (POR)        | 10.                   |
| 226                   | Jan Polanc (SLO)       | 14.                   |
| 227                   | Oliviero Troia (ITA)   | 130.                  |